# Apep (Sternensystem)
Apep ist im Sternbild Winkelmaß ein Dreifachsternsystem, das nach der Schlangengöttin Apophis der ägyptischen Mythologie benannt ist. Das Sternsystem besteht aus einem Wolf-Rayet-Doppelstern und einem heißen Überriesen und ist von komplexen Sternwinden der beiden Wolf-Rayet-Sterne und kosmischen Staubstrukturen umgeben.

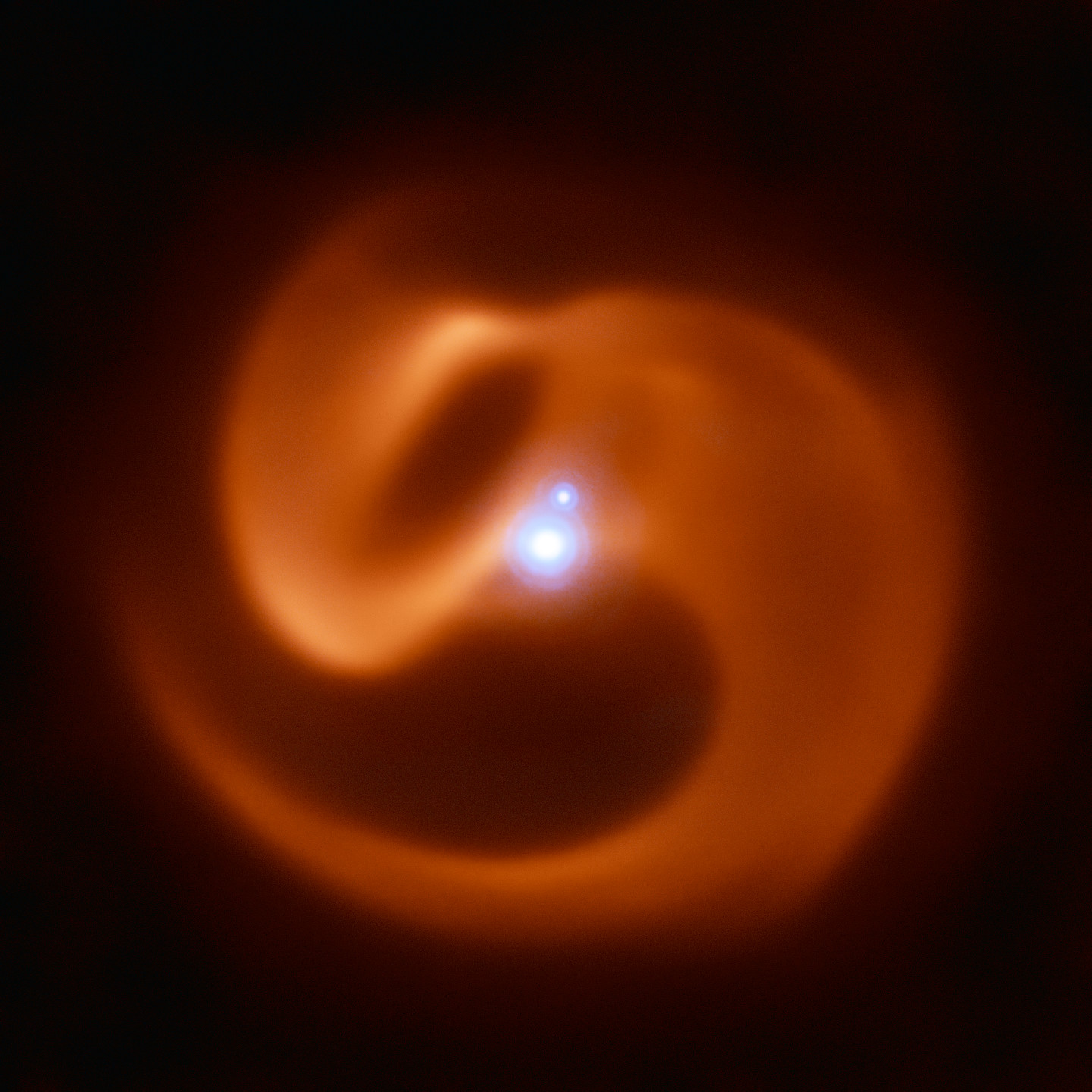
Infrarotaufnahme des Zentralbereichs mithilfe des Very Large Telescope. Türkis erscheinen der heiße Überiese (oben) und das im Bild nicht aufgelöste Doppelsternsystem (unten) der beiden Wolf-Rayet-Sterne, aufgenommen mithilfe einer adaptiven Optik.